# Munkedal
Munkedal er en tätort i Bohuslän og hovedby i Munkedals kommun i Västra Götalands län i Sverige.
Munkedal ligger i Foss socken 25 km nord for Uddevalla og 85 km syd for grænsen til Norge, og ligger ved E6 og Bohusbanan. I den nordlige del af Munkedal løber Munkedalsälven, som møder Örekilsälven og løber igennem hele byen for derefter at munde ud i Saltkällefjorden. I nærheden af denne udmunding ligger Munkedalsbron, som blev indviet samtidig med at den nye E6-strækning gennem Munkedal var klar den 14. juni 2008.